# Melanomma pyriostictum
Melanomma pyriostictum är en lavart som beskrevs av Cooke 1887. Melanomma pyriostictum ingår i släktet Melanomma och familjen Melanommataceae.   Inga underarter finns listade i Catalogue of Life.